# Tonga nos Jogos Olímpicos de Verão de 2008
Tonga participou dos Jogos Olímpicos de Verão de 2008, em Pequim, na China. O país estreou nos Jogos em 1984 e esta foi sua 7ª participação.

## Desempenho

### Atletismo
| Atleta       | Prova                      | Eliminatórias | Eliminatórias | Quartos-finais | Quartos-finais | Semifinal   | Semifinal   | Final       |
| Atleta       | Prova                      | Resultado     | Pos.          | Resultado      | Pos.           | Resultado   | Pos.        | Resultado   |
| ------------ | -------------------------- | ------------- | ------------- | -------------- | -------------- | ----------- | ----------- | ----------- |
| Aisea Tohi   | 100 m masculino            | 11s17         | 71º           | Não avançou    | Não avançou    | Não avançou | Não avançou | Não avançou |
| Ana Po'uhila | Arremesso de peso feminino | 16,42 m       | 27            |                |                |             |             | Não avançou |

### Halterofilismo
| Atleta           | Prova                    | Arranque  | Arranque | Arremesso | Arremesso | Total | Pos. |
| Atleta           | Prova                    | Resultado | Pos.     | Resultado | Pos.      | Total | Pos. |
| ---------------- | ------------------------ | --------- | -------- | --------- | --------- | ----- | ---- |
| Maamaloa Lolohea | Mais de 105 kg masculino | 140       | 13       | 173       | 13        | 313   | 13   |